# 2019年摩蘇爾沉船事故
2019年3月21日，伊拉克摩蘇爾的一艘客運船在底格里斯河翻船並沉沒，造成103人罹難，其中有12名罹難者為兒童。沈船原因為船隻超載。許多乘客當時正慶祝庫德新年。

## 历史
事故發生在伊拉克摩蘇爾附近的底格里斯河中，涉事船隻正載運乘客前往摩蘇爾上游的Umm al-Rabeein島，船上擠滿了慶祝庫德新年的乘客。該船的限載人數50人，但當時船上有近200名乘客，行船途中發生翻船意外，並沉入河底，超過百人罹難，55人由伊拉克軍方救起，截至3月22日仍有超過50人下落不明。

## 後續
事故發生後，摩蘇爾市民對船公司與地方政府展開抗議，也促使伊拉克政府對該市地方政府的腐敗展開調查。在沈船地點旁的一場喪禮中，憤怒的群眾與尼尼微省省長Nawfal al-Akoub發生衝突，甚至有抗議者向他投擲磚頭與石塊，他的座車駛離時衝撞了抗議人群，造成至少一名罹難者家屬受傷，使群眾更加不滿，要求其下台負責。在伊拉克總理阿迪勒·阿卜杜勒-邁赫迪要求之下，伊拉克國會於3月24日將al-Akoub解職。